# Trophée Paul Dumont
Die Trophée Paul Dumont (engl. Paul Dumont Trophy) ist eine Eishockey-Trophäe in der Ligue de hockey junior majeur du Québec (LHJMQ). Sie wird seit 1990 jährlich an die „Persönlichkeit des Jahres“ verliehen, die sich besonders durch ihre Führungsqualitäten, Fairness oder die Hingabe zum Eishockey auszeichnet. Dabei können sowohl Spieler als auch Trainer oder Funktionäre ausgezeichnet werden. Normalerweise kann die Auszeichnung nur einmal an dieselbe Person vergeben werden, nur Sidney Crosby, Alexis Lafrenière und Joshua Roy wurden zweimal geehrt.

## Gewinner
| Jahr    | Spieler                        | Team                                      |
| ------- | ------------------------------ | ----------------------------------------- |
| 2024/25 | Caleb Desnoyers                | Moncton Wildcats                          |
| 2023/24 | Émile Chouinard Jacob Newcombe | Drakkar de Baie-Comeau Cape Breton Eagles |
| 2022/23 | Joshua Roy                     | Sherbrooke Phoenix                        |
| 2021/22 | Joshua Roy                     | Sherbrooke Phoenix                        |
| 2020/21 | Nicolas Sauvé                  | Blainville-Boisbriand Armada              |
| 2019/20 | Alexis Lafrenière              | Rimouski Océanic                          |
| 2018/19 | Alexis Lafrenière              | Rimouski Océanic                          |
| 2017/18 | Dominique Ducharme             | Voltigeurs de Drummondville               |
| 2016/17 | Thomas Chabot                  | Halifax Mooseheads                        |
| 2015/16 | Pierre-Luc Dubois              | Cape Breton Screaming Eagles              |
| 2014/15 | Nikolaj Ehlers                 | Halifax Mooseheads                        |
| 2013/14 | Zachary Fucale                 | Halifax Mooseheads                        |
| 2012/13 | Jonathan Drouin                | Halifax Mooseheads                        |
| 2011/12 | Jonathan Huberdeau             | Saint John Sea Dogs                       |
| 2010/11 | Louis Leblanc                  | Club de hockey junior de Montréal         |
| 2009/10 | Joël Chouinard                 | Tigres de Victoriaville                   |
| 2008/09 | Guy Boucher                    | Voltigeurs de Drummondville               |
| 2007/08 | Martin Mondou                  | Cataractes de Shawinigan                  |
| 2006/07 | Kristopher Letang              | Foreurs de Val-d’Or                       |
| 2005/06 | Clément Jodoin                 | Lewiston MAINEiacs                        |
| 2004/05 | Sidney Crosby                  | Océanic de Rimouski                       |
| 2003/04 | Sidney Crosby                  | Océanic de Rimouski                       |
| 2002/03 | Jean-François Plourde          | Castors de Sherbrooke                     |
| 2001/02 | Olivier Michaud                | Cataractes de Shawinigan                  |
| 2000/01 | Simon Gamache                  | Foreurs de Val-d’Or                       |
| 1999/00 | Brad Richards                  | Océanic de Rimouski                       |
| 1998/99 | Simon Gagné                    | Remparts de Québec                        |
| 1997/98 | Mike Ribeiro                   | Huskies de Rouyn-Noranda                  |
| 1996/97 | Michel Therrien                | Prédateurs de Granby                      |
| 1995/96 | Christian Dubé                 | Faucons de Sherbrooke                     |
| 1994/95 | Éric Dazé                      | Harfangs de Beauport                      |
| 1993/94 | Yanick Dubé                    | Titan de Laval                            |
| 1992/93 | Martin Lapointe                | Titan de Laval                            |
| 1991/92 | Patrick Poulin                 | Laser de Saint-Hyacinthe                  |
| 1990/91 | Patrice Brisebois              | Voltigeurs de Drummondville               |
| 1989/90 | Stéphane Fiset                 | Tigres de Victoriaville                   |